# 彼得·穆特科维奇
彼得·穆特科维奇（1945年10月19日—），斯洛伐克男子足球运动员，场上位置是后卫。他曾代表捷克斯洛伐克国奥队参加1968年夏季奥林匹克运动会足球比赛，获得第九名。